# Taiyo Yuden
Taiyo Yuden Co., Ltd. (太陽誘電) TYO: 6976 es una compañía japonesa de materiales y productos electrónicos, situada en Ueno, Taito-ku, Tokio, que ayudó a desarrollar y promover la tecnología CD-R junto con Sony y Philips en 1988. Fundada hace 50 años, Taiyo Yuden posee actualmente fábricas en Japón, Singapur, Corea, China, las Filipinas, Taiwán, Malasia y Tailandia. La empresa da trabajo a más de diez mil personas por todo el mundo y recauda más de mil millones de dólares anualmente.
El actual presidente de Taiyo Yuden es Yoshiro Kanzaki, quien sustituyó Tomiji Kobayashi. Mitsugu Kawada es el presidente honorario.
Taiyo Yuden posee un equipo femenino de béisbol (Taiyo Yuden Solfille).

## Historia
Taiyo Yuden fue fundada por Hikohachi Sato el 23 de marzo de 1950 en Suginami-ku, Tokio.
La marca de cintas de audio That's fue introducida en el mercado en 1982.
Desde 1985, Taiyo Yuden publica anualmente "Needs & Seeds" (Informe Técnico de Taiyo Yuden con ISSN 0911-5439).
En octubre de 1988, Taiyo Yuden presenta al público el primer CD-R bajo la marca That's CD-R, que había desarrollado desde el verano de 1985.
En 1989, START Lab Inc. surge de la unión de Sony y Taiyo Yuden para hacer negocios con medios de grabación CD-R en Japón.
En 2000 Taiyo Yuden crea That's Double Density CD-R con una capacidad de almacenamiento de 1,3 GB.
El 1 de marzo de 2006, Effective, una central eléctrica de México (anteriormente Taiyo Yuden de México) fue vendida a Tamura Corporation.
La adquisición de Shoei Electronics Co., Ltd., anteriormente una filial de Shoei Co., Ltd., tuvo lugar el 1 de marzo de 2007.

## Productos
- Módulos bluetooth
- Condensadores
- Inversores CCFL
- Cuentas De ferrita
- Antenas multicapa de fibra de Alta Frecuencia
- Filtros multicapa de fibra de Alta Frecuencia
- Inductores
- Fuentes de alimentación (ahora delegadas a Tamura Corp.)
- Medios de grabación
- Resistencias
- Instrumentos de Simulación

### Medios de grabación
Los CD y DVD fabricados por Taiyo Yuden son considerados como los mejores entre sus entusiastas, siendo utilizados por multitud fabricantes de unidades de disco y desarrolladores de juegos para Sony PlayStation.
Los discos Taiyo Yuden se consideran los mejores del mercado según Digital Faq., que les otorga una fiabilidad de 95-100%. También consideran que son discos de alta calidad los de las marcas Sony, MCC (Mitsubishi Chemical Corporation/Verbatim Corporation) y los discos cifrados Maxell, entre otros.
Las cajas de Taiyo Yuden por lo general tienen una forma especial y vienen recubiertas por una lámina transparente de plástico metálico impresa (a diferencia de otros fabricantes que desgraciadamente utilizan plástico normal y cilindro impreso de papel). Los anillos interiores de los productos CD-R de Taiyo Yuden están helados.
No es común ver productos de marca Taiyo Yuden fuera de Japón (donde Taiyo Yuden tiene una cuota de mercado de aproximadamente el 60%) pero se pueden encontrar CD y DVD fabricados por ellos aunque sin marca gracias a algunos minoristas o también bajo la marca de compañías como Fujifilm, Fusion, Maxell, Miflop, Panasonic, Plextor, Sony, TDK y Verbatim . En Japón, Corea y Grecia Taiyo Yuden se distribuye bajo su propia marca "That's".

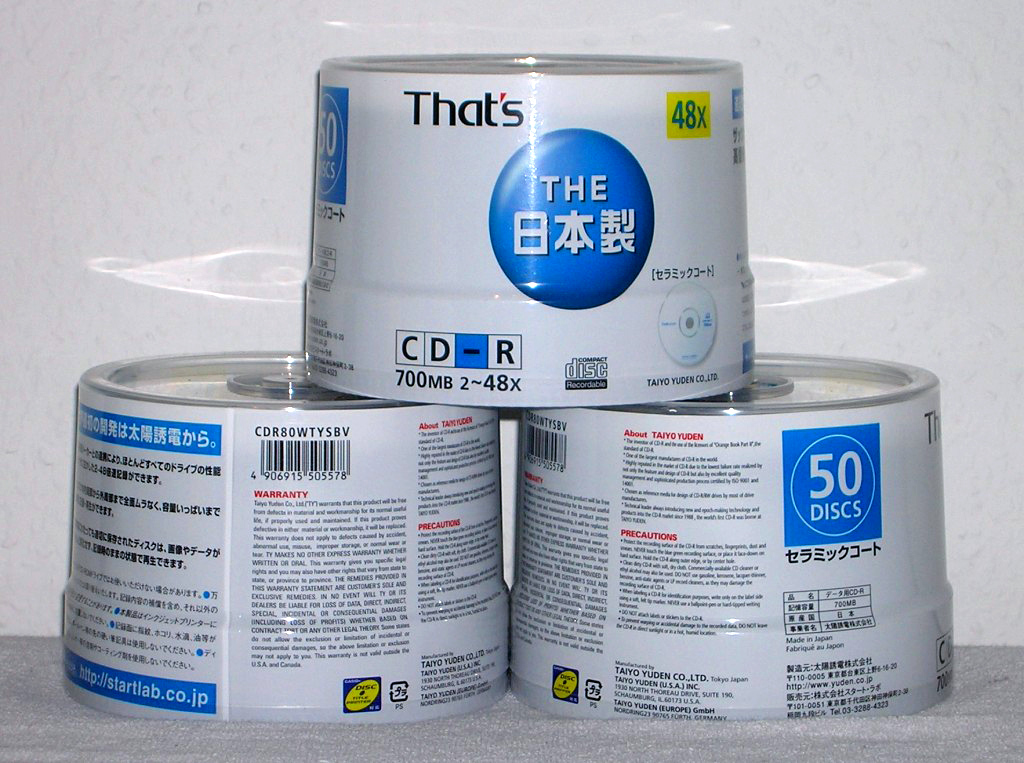
CD vírgenes hechos por Taiyo Yuden y distribuidos bajo la marca That's.

Los DVD fabricados por Taiyo Yuden tienen los siguientes "mediacodes":
| mediacode                                                                       | hub stamper code     |
| ------------------------------------------------------------------------------- | -------------------- |
| TAIYOYUDEN: 2x DVD-R                                                            | GBxxxxxx             |
| TYG01: 4x DVD-R                                                                 | GDxxxxxx             |
| TYG02: 8x DVD-R                                                                 | GGxxxxxx             |
| TYG03: 16x DVD-R                                                                | GHxxxxxx             |
| TYG11: 8x DVD-R DL                                                              | BGxxxxxx*            |
| YUDEN000 T00: 2.4x DVD+R                                                        |                      |
| YUDEN000 T01: 4x DVD+R                                                          | TCxxxxxx or TSxxxxxx |
| YUDEN000 T02: 8x DVD+R                                                          | TGxxxxxx             |
| YUDEN000 T03: 16x DVD+R                                                         | THxxxxxx             |
| * Considerado incompatible con grabadoras que tengan un firmware desactualizado |                      |

Infosmart de Hong Kong, Optodisc de Taiwán y otros fabricantes de Hong Kong, Macau y China han estado fabricando discos que utilizan ilegítimamente "mediacodes" de Taiyo Yuden y tienen gran cantidad de posibilidades de degradación y pérdida de los datos. Si esos discos no tienen uno de los anteriormente listados "hub codes", probablemente se trate de falsificaciones y no se recomienda su uso.
Taiyo Yuden también ha desarrollado la tecnología de Autostrategy para Plextor, un modo de aprendizaje para grabadoras DVD que les permite determinar la mejor estrategia de grabación.

## Compañías
Las siguientes compañías pertenecen al grupo de Taiyo Yuden:

### Japón
- Taiyo Chemical Industry Co., Ltd., productos químicos inorgánicos
- Chuki Seiki Co., Ltd., electrónica
- Tsukiyono Denshi Co., Ltd.
- Akagi Electronics Co., Ltd., servicios de fabricación
- Taiyo Fukushi Co., Ltd.
- START Lab Inc. (49.9% de riesgo compartido con Sony Corporation), distribución de la marca That's
- That's Fukushima Co., Ltd., fabricación de medios ópticos (CD-R, DVD+R, DVD-R DL) en Date, Fukushima
- S.E.T. Co., Ltd.
- Sun Vertex Co., Ltd.
- Kankyo Assist Co., Ltd., Reciclaje de policarbonato

### EE. UU.
- Taiyo Yuden (U.S.A.) Inc.
- TRDA Inc. (Taiyo Yuden R&D Centroamérica), R&D en tecnología Bluetooth

### Europa
- Taiyo Yuden Europe GmbH

### Corea
- Korea Taiyo Yuden Co., Ltd., producción de circuitos (inversores para paneles LCD, módulos de protección para baterías de dispositivos móviles, montaje de tableros de superficie de alta densidad)
- Korea Tong Yang Yujun Co., Ltd., producción de condensadores convencionales e inductores
- Korea Kyong Nam Taiyo Yuden Co., Ltd., producción de condensadores multicapa

### China
- Dongguan Taiyo Yuden Co., Ltd.
- Taiyo Yuden (Guangdong) Co., Ltd.
- Taiyo Yuden (Shanghai) Trading Co., Ltd.
- Taiyo Yuden (Tianjin) Electronics Co., Ltd., parte de Korea Tong Yang Yujun Co., Ltd.
- Taiyo Yuden (Shenzhen) Electronics Trading Co., Ltd.

### Hong Kong
- Hong Kong Taiyo Yuden Co., Ltd.

### Taiwán
- Taiwan Taiyo Yuden Co., Ltd.

### Singapur
- Taiyo Yuden (Singapore) Pte Ltd

### Tailandia
- Taiyo Yuden Co., Ltd. Bangkok Representative Office

### Filipinas
- Taiyo Yuden (Philippines) Inc.
- Taiyo Yuden Co., Ltd. Manila Representative Office

### Malasia
- Taiyo Yuden (Malaysia) SDN. BHD.
- Taiyo Yuden (Sarawak) SDN. BHD.